# Dionisio Baschenis
Dionisio Baschenis (documentato nel 1493) è stato un pittore italiano, appartenente ad una delle più popolari botteghe di pittori itineranti presenti per nel Bergamasco, e nel Trentino.
- La dinastia di Lanfranco

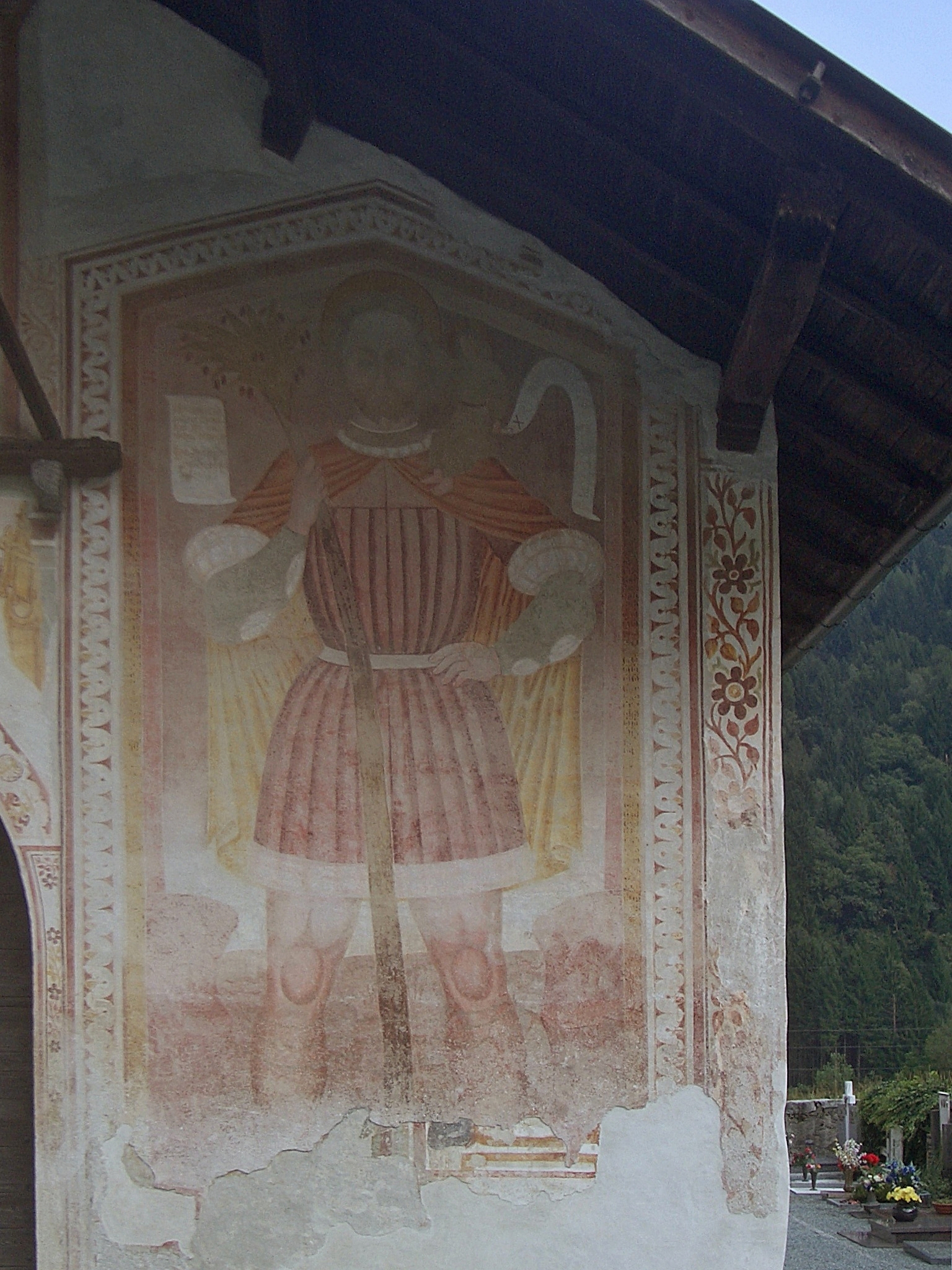
San Cristoforo, affresco della facciata, 1493, Pelugo, chiesa di Sant'Antonio Abate.

  - Antonio Baschenis (doc. 1450/1490)
  - Angelo Baschenis (doc. 1450/1490)
  - Giovanni e Battista Baschenis (doc. 1471/1503)

- La dinastia di Cristoforo
  - Cristoforo I Baschenis (doc. 1465/1475)
  - Dionisio Baschenis (doc. 1493)
  - Simone I Baschenis (doc. 1488/1503)
  - Cristoforo II Baschenis (doc. 1472/1520)
  - Simone II Baschenis (1495 ca. /1555)
  - Filippo Baschenis (doc. 1537/ 1596)
  - Cristoforo Baschenis il Vecchio  (1520 ca/1613 ca.)
  - Cristoforo Baschenis il Giovane (1560 ca./1626 ca.)
  - Pietro Baschenis (1590 ca./1630)
  - Evaristo Baschenis (1617/1677)

La famiglia dei Baschenis, originaria frazione di Colla nel comune montano di Santa Brigida (BG), costituisce un interessante esempio di bottega di frescanti che, a partire dalla metà del XV secolo. Si tramandarono per secoli di padre in figlio il loro mestiere.
Figlio di un Angelo fu Giacomo, lavorò nella realizzazione degli affreschi della chiesa di Sant'Antonio Abate a Pelugo.
La sola opera sicuramente a lui attribuibile, firmata e datata il 9 ottobre 1493 è il grande San Cristoforo posto sulla facciata della chiesa.
A Dionisio vengono attribuite, nella stessa chiesa di Pelugo le Scene della vita di Sant'Antonio affrescate all'esterno
sulla parete destra. Si tratta di una serie di riquadri posti su due registri (dei quali solo quello superiore rimane leggibile) che occupano tutta la parete della chiesa con scene espresse in un linguaggio marcatamente popolare.
In Valle Brembana viene attribuito a Dionisio il ciclo di affreschi, recentemente recuperato,
nella chiesa di San Ludovico da Tolosa nella contrada Bretto di Camerata Cornello. Si tratta di dipinti eseguiti nel 1504, su commessa dei Tasso, casata nobiliare locale..

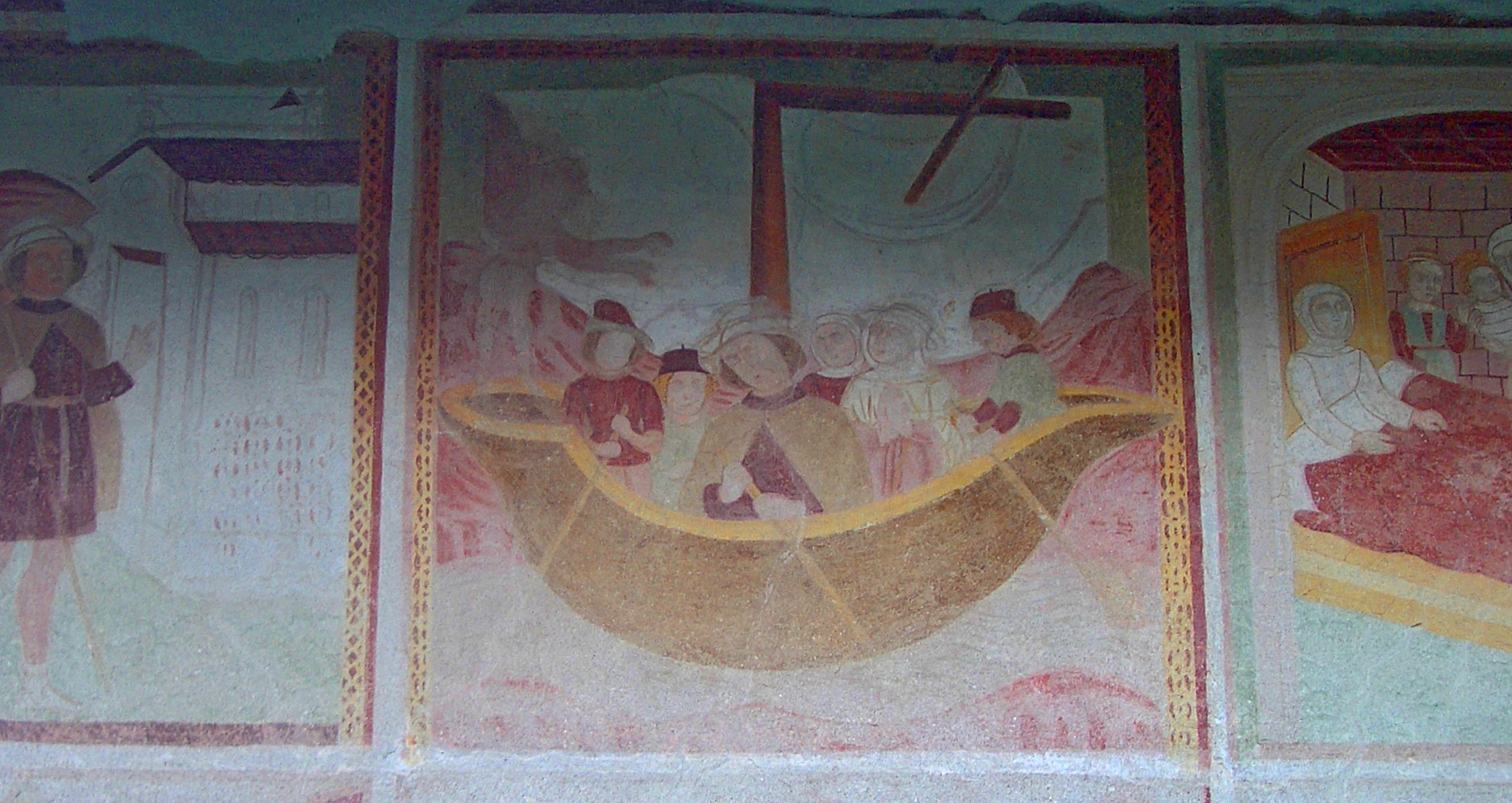
Scene della vita di Sant'Antonio, Pelugo, chiesa di Sant'Antonio Abate